# Theodoor Philibert Tromp

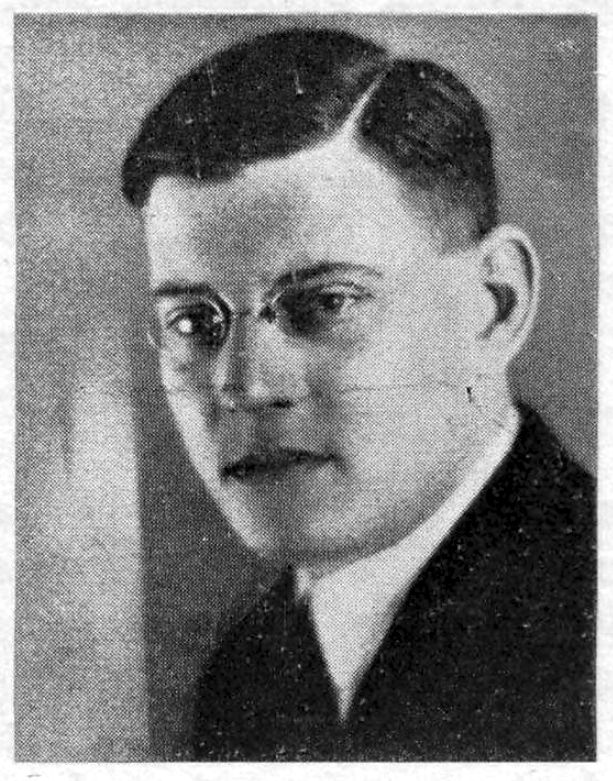
Ir. Th. Ph. Tromp, 1937

Theodoor Philibert (Theo) Tromp (Voorburg, 9 juni 1903 - Eindhoven, 1 juni 1984) was een Nederlands politicus en topman.
Tromp was topman van Philips en minister van Waterstaat in het laatste oorlogskabinet (kabinet-Gerbrandy III). Hij maakte daarvoor al deel uit van het College van Landbouw, Handel en Nijverheid in het bevrijde Zuiden. Hij stond bij Philips bekend als een doortastende manager en bestuurder. 
Tijdens de Tweede Wereldoorlog onderhield hij de contacten met de Verwaltung van het Philips-concern door de bezetter, en vanaf 1943 wist hij militaire en economische gegevens naar Engeland door te sluizen. Dit gebeurde in samenwerking met de Geheime Dienst Nederland en de zogeheten Groep Harry. Ook had hij contacten met de Ordedienst en de Raad van Verzet. De militaire en economische gegevens en inlichtingen werden door radiotelegrafisten van de Zendgroep Barbara naar het Bureau Inlichtingen (BI) in Londen doorgeseind. Daarnaast was hij betrokken bij de hulp aan neergestorte vliegers.
Op 5 april 1945 trad hij aan als Minister van Waterstaat in het oorlogskabinet Gerbrandy III. Dit kabinet werd op 24 juni 1945 ontbonden.
Na zijn kortstondig ministerschap, hervatte Tromp zijn werkzaamheden bij Philips. In april 1946 werd hij benoemd tot lid van de Raad van Bestuur om uiteindelijk met zijn pensionering, afscheid te nemen als vicepresident op 1 juli 1968.
Hij bleef daarnaast vertrouwensman van de regering en hij speelde ook een rol bij het opnieuw opzetten van een Nederlandse vliegtuigindustrie. Zo werd op zijn instigatie het Nederlands Instituut voor Vliegtuigontwikkeling te Delft opgericht en in 1947 adviseerde hij de regering om Fokker een contract te verlenen voor de bouw in licentie van de Gloster Meteor straaljagers voor de Koninklijke Luchtmacht. Op deze wijze kon Fokker ervaring opdoen voor de latere ontwikkeling van eigen vliegtuigtypes.
Tromp trad op namens het College van Curatoren, van de Technische Universiteit Eindhoven, als bouwheer. Hij was van 1956 tot 1971 curator van de TU/e en drukte in die periode vooral zijn stempel op het nieuwbouwproces van de Technische Hogeschool Eindhoven, later genoemd Technische Universiteit Eindhoven. 
In 1969 gaf hij een aanzienlijke som geld aan de gemeente Eindhoven om een internationaal muziekconcours in te richten. Dit werd het Tromp Muziekconcours.

## Varia
- Harry's dubbelspel, roman over o.a. de verzetsrol van Th.P. Tromp bij Philips tijdens de Tweede Wereldoorlog Auteur: Herman Vemde, uitgave 2005